# تالباتن (جورجیا)
تالباتن، جورجیا (به انگلیسی: Talbotton, Georgia) یک شهر در ایالات متحده آمریکا با جمعیت ۱٬۰۱۹ نفر است که در جورجیا واقع شده‌است.

## موقعیت جغرافیایی
موقعیت جغرافیایی شهرها و مناطق اطراف به شرح زیر است:

## نگارخانه

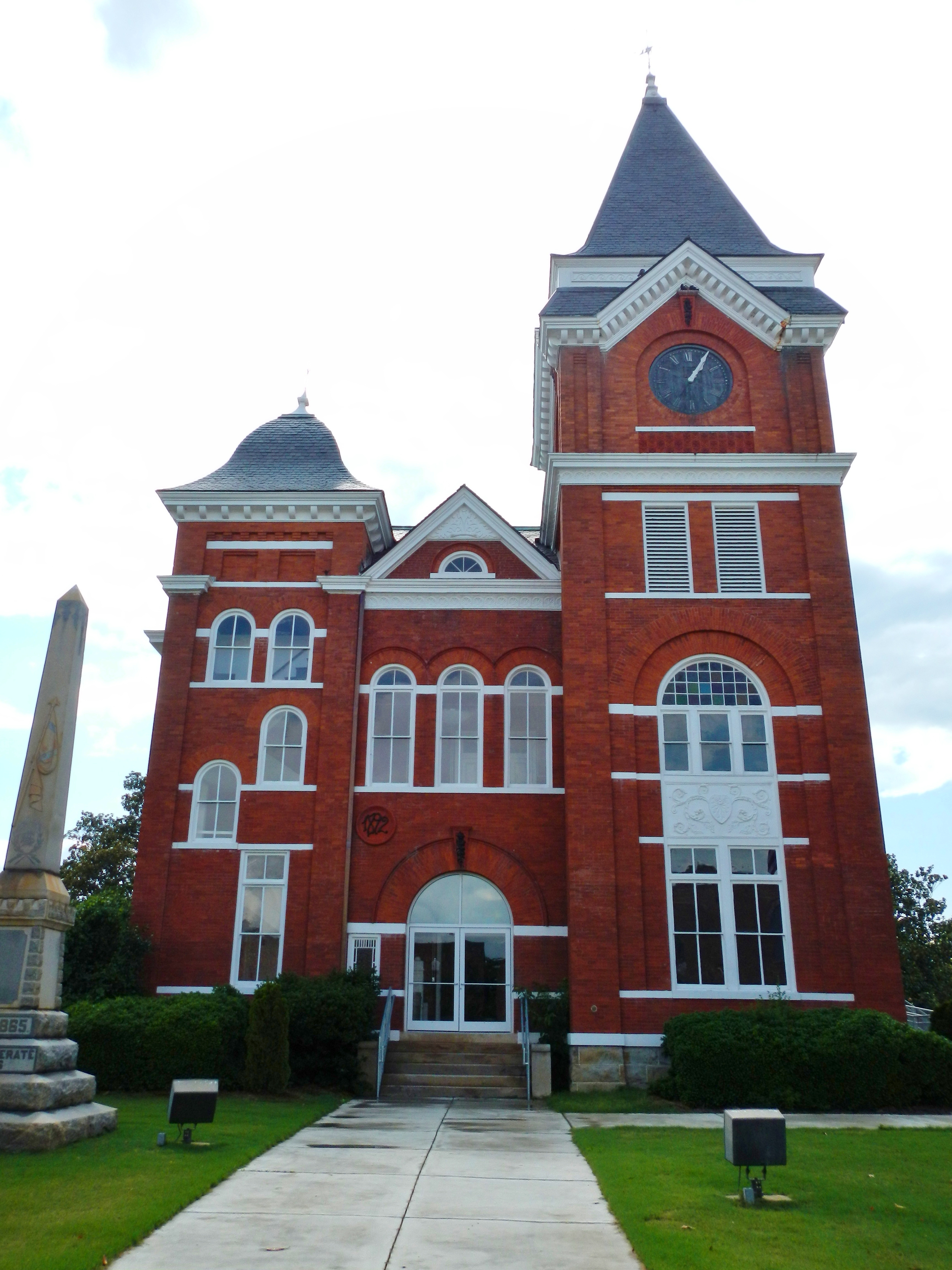
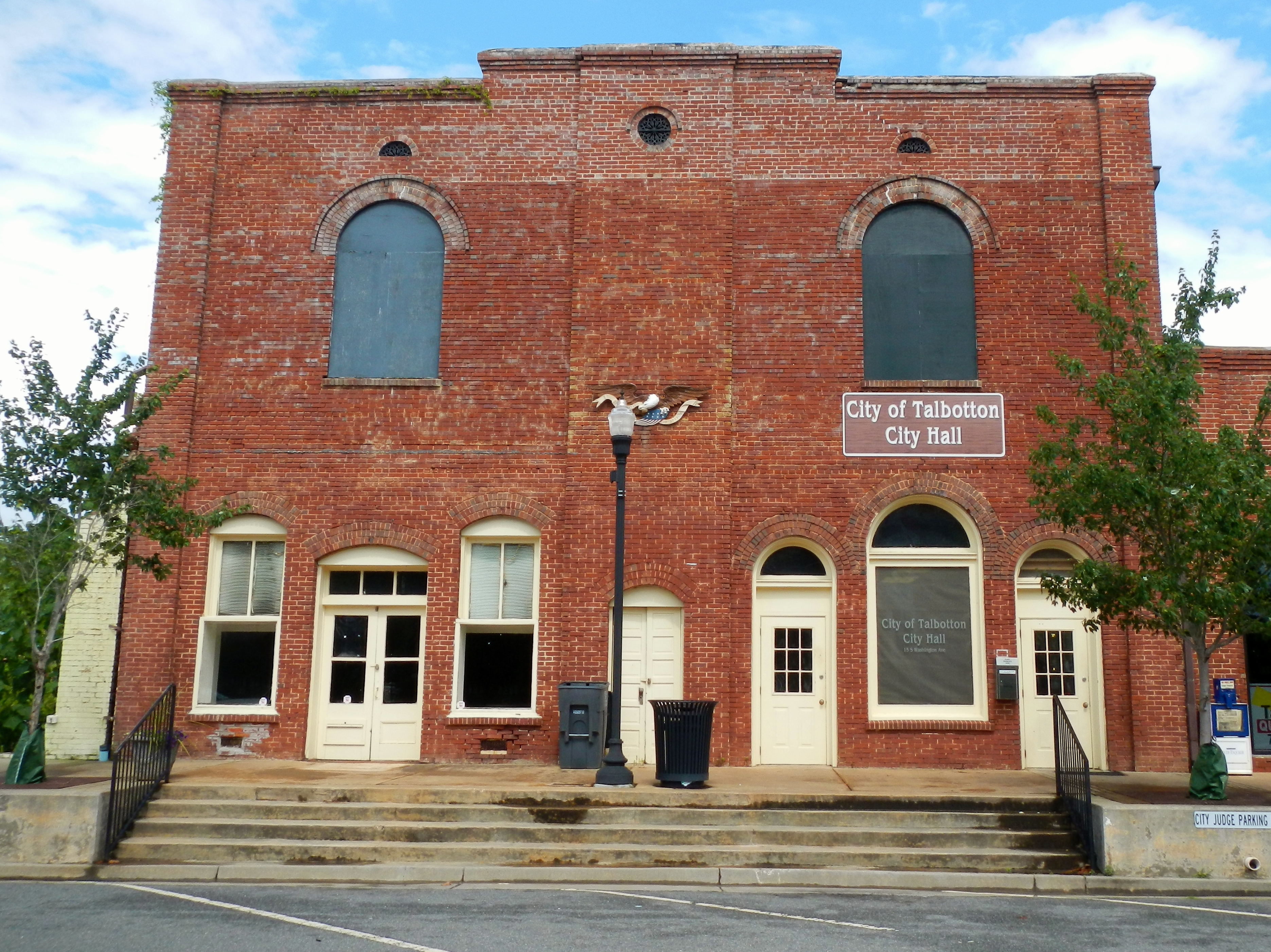
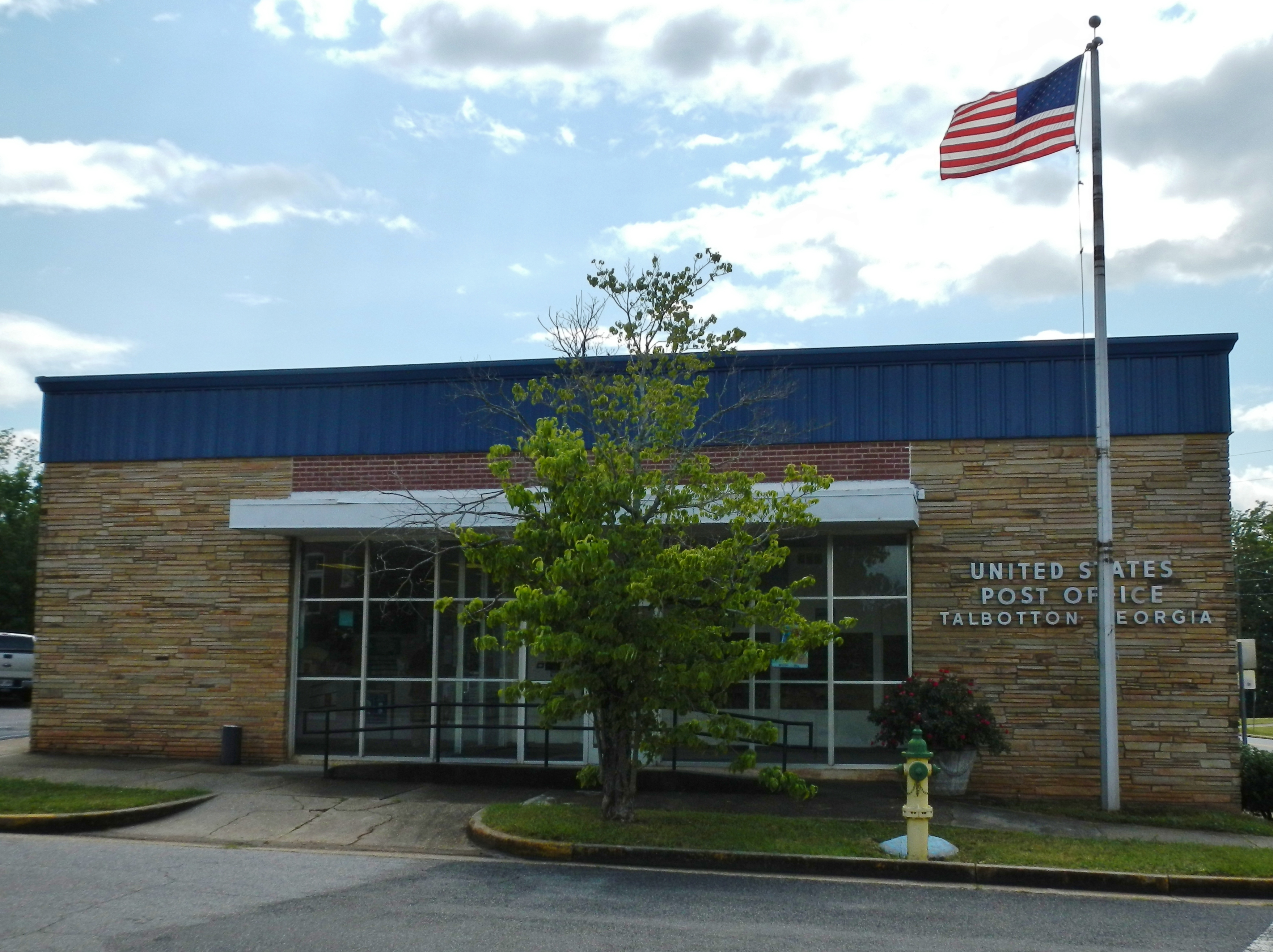
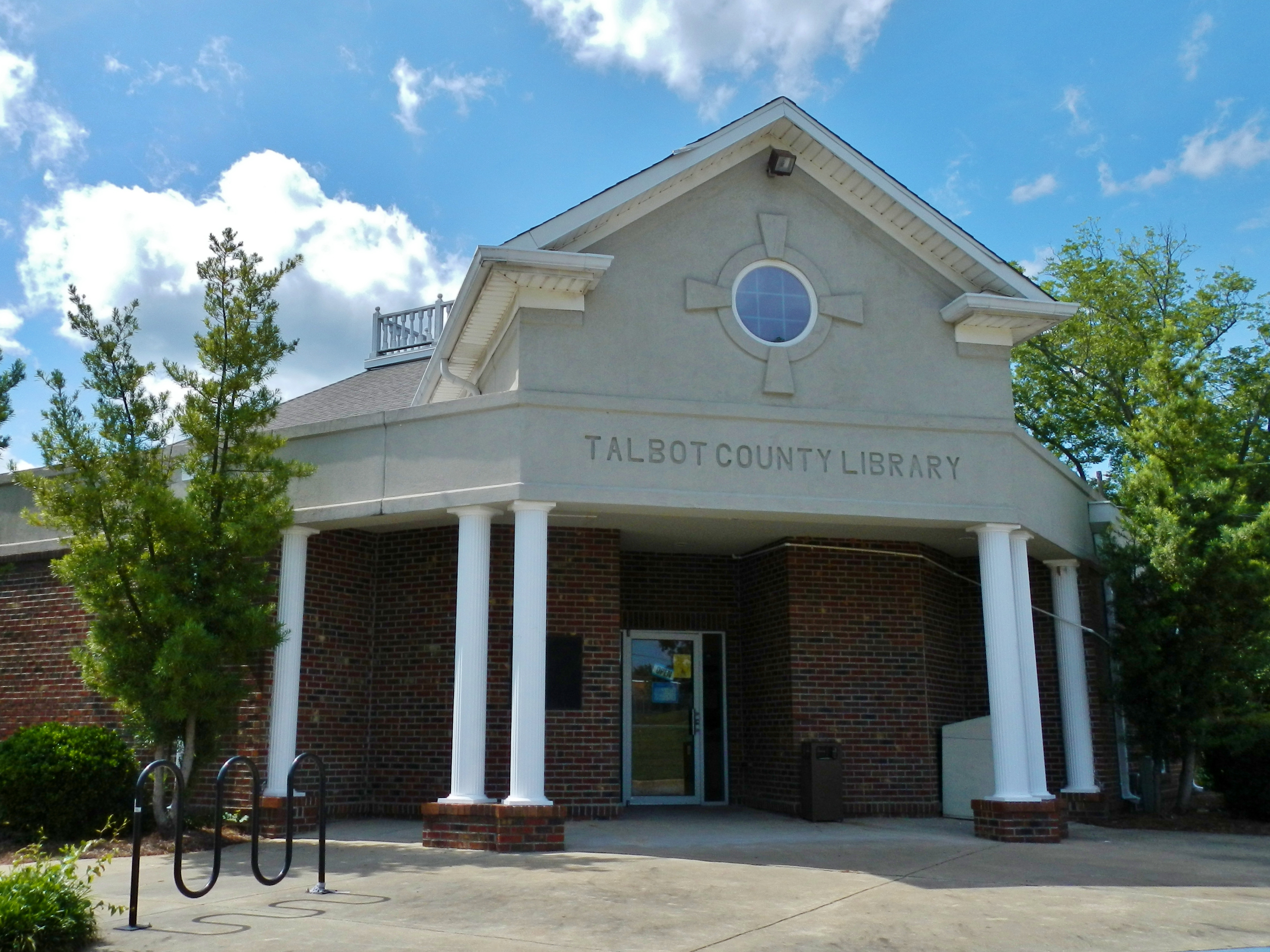
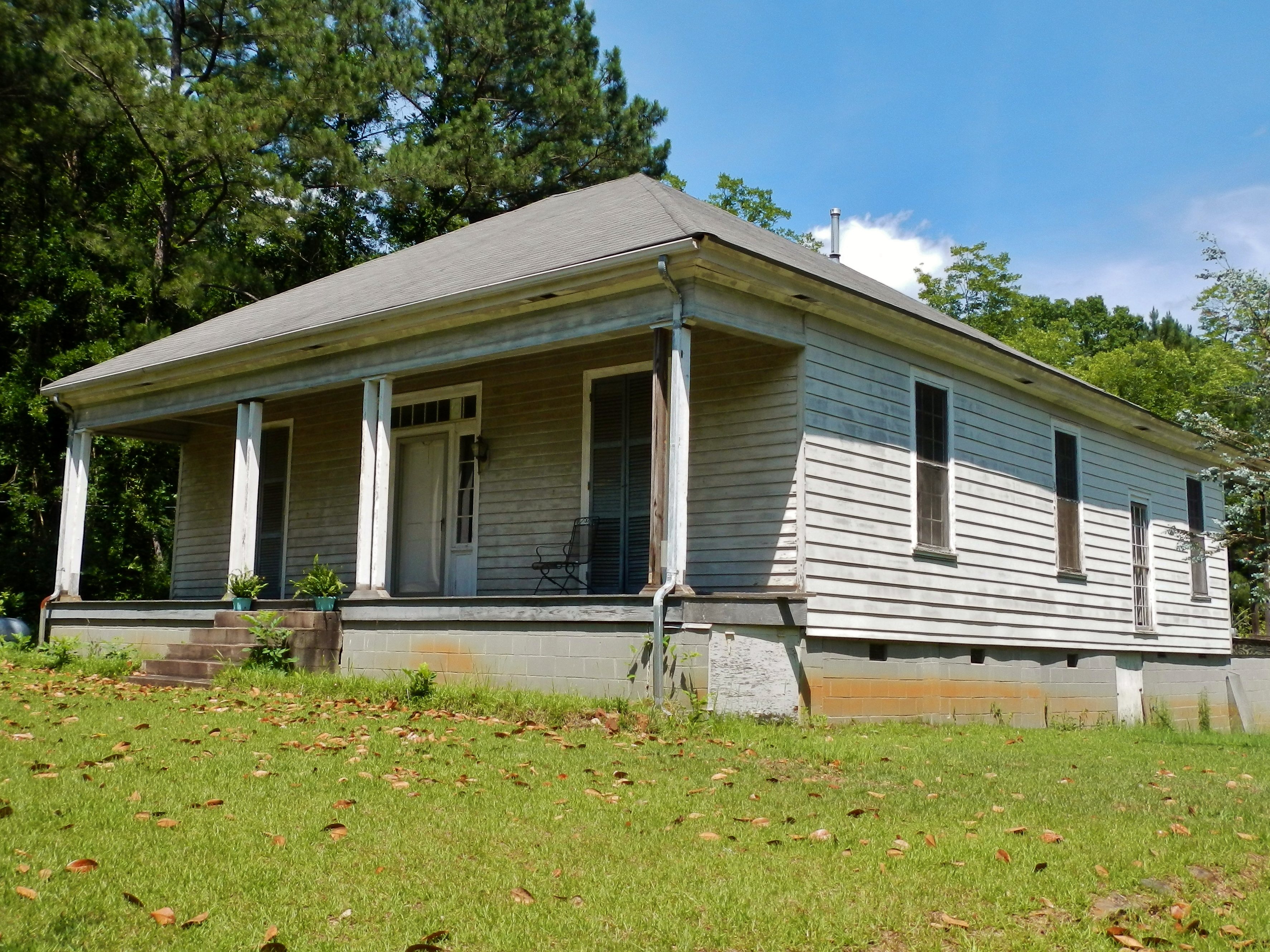
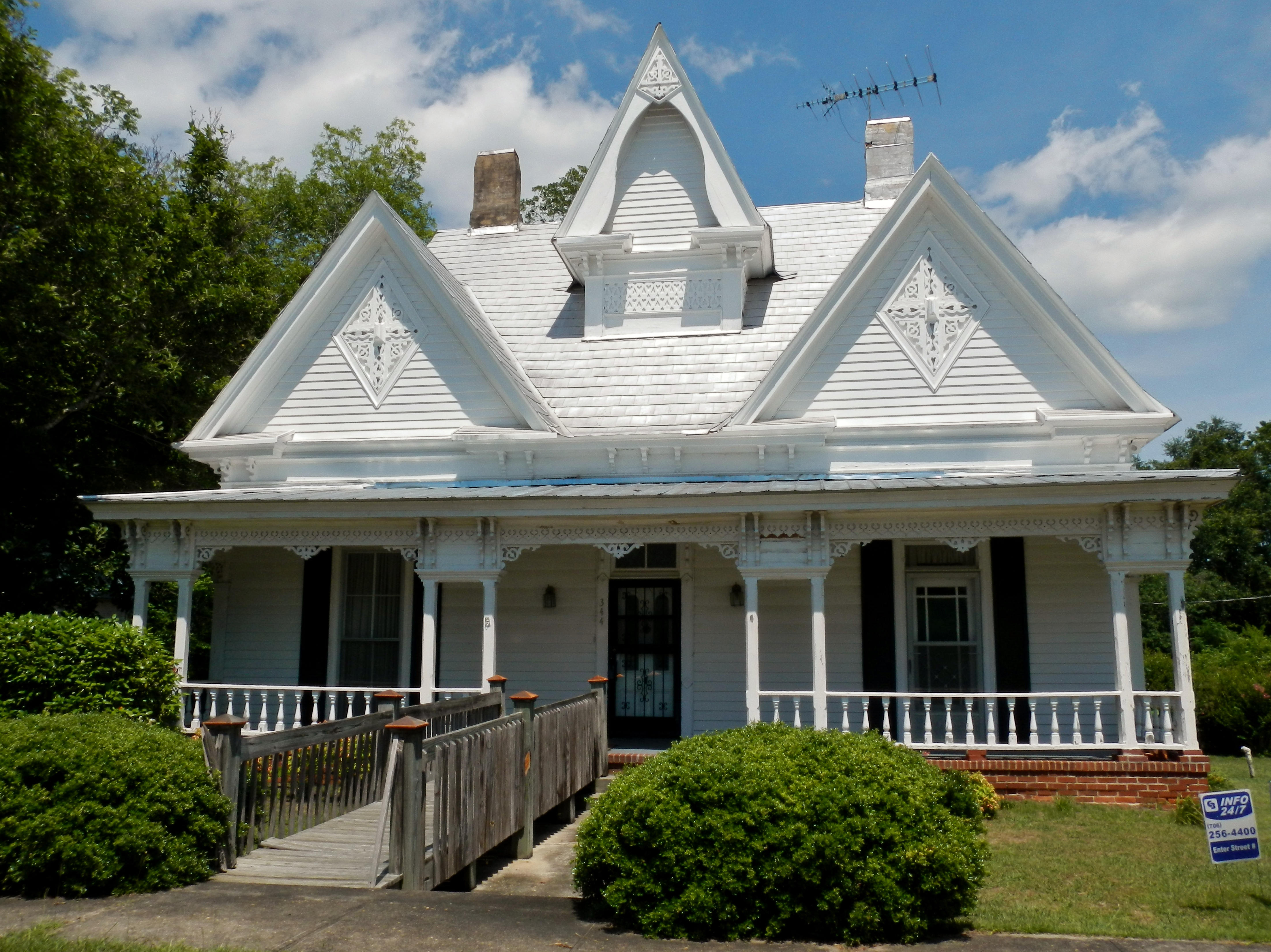
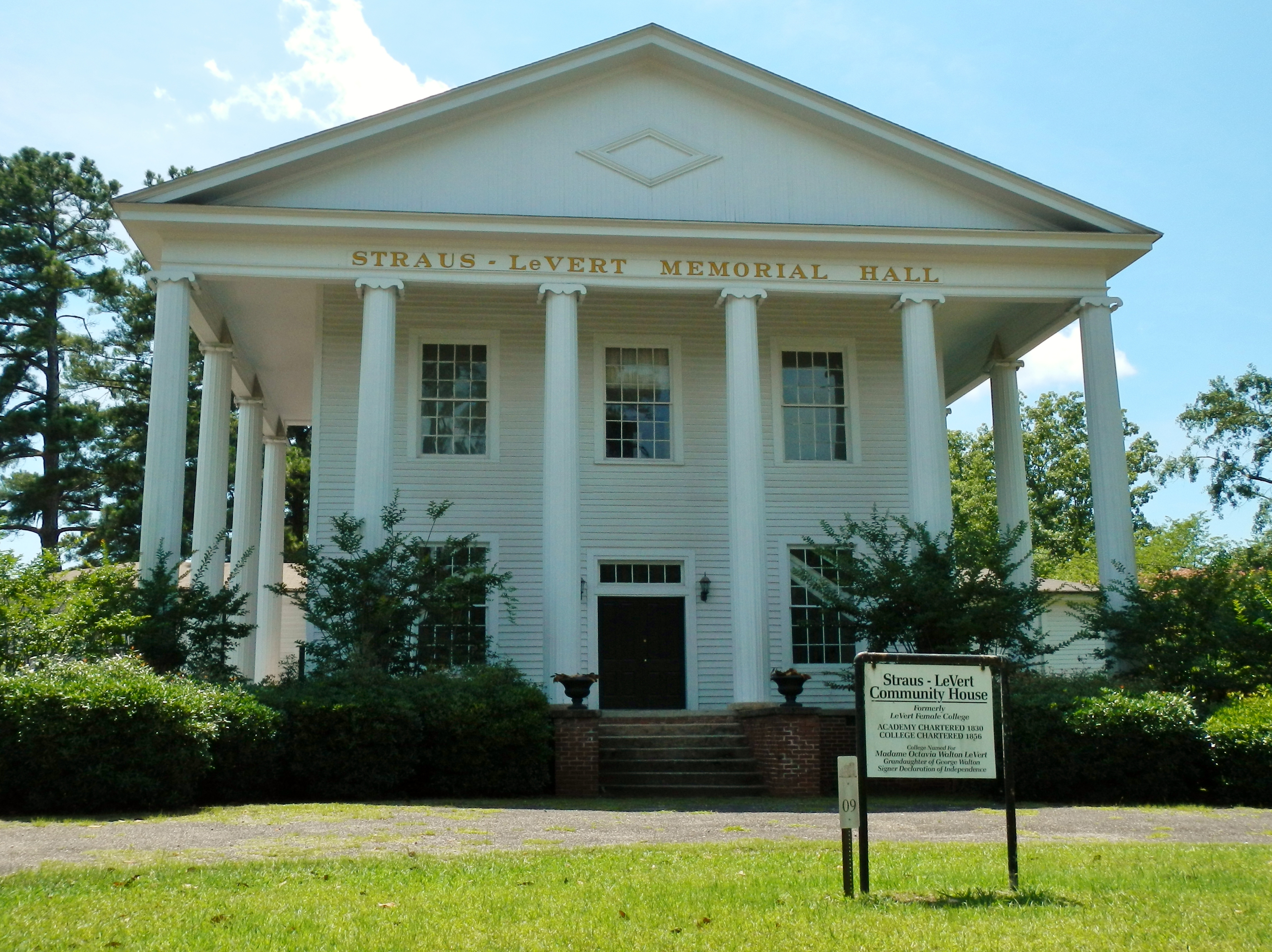
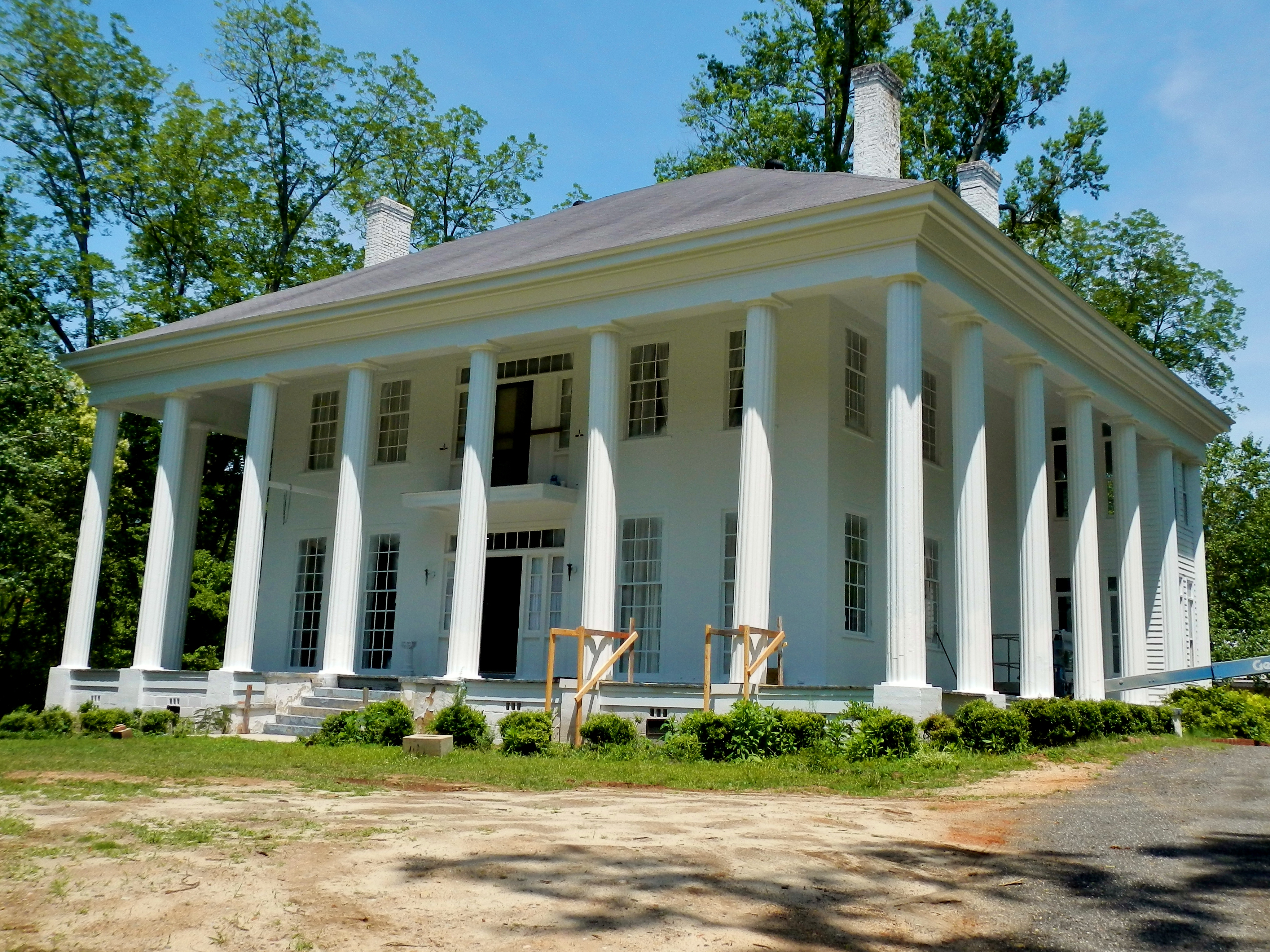
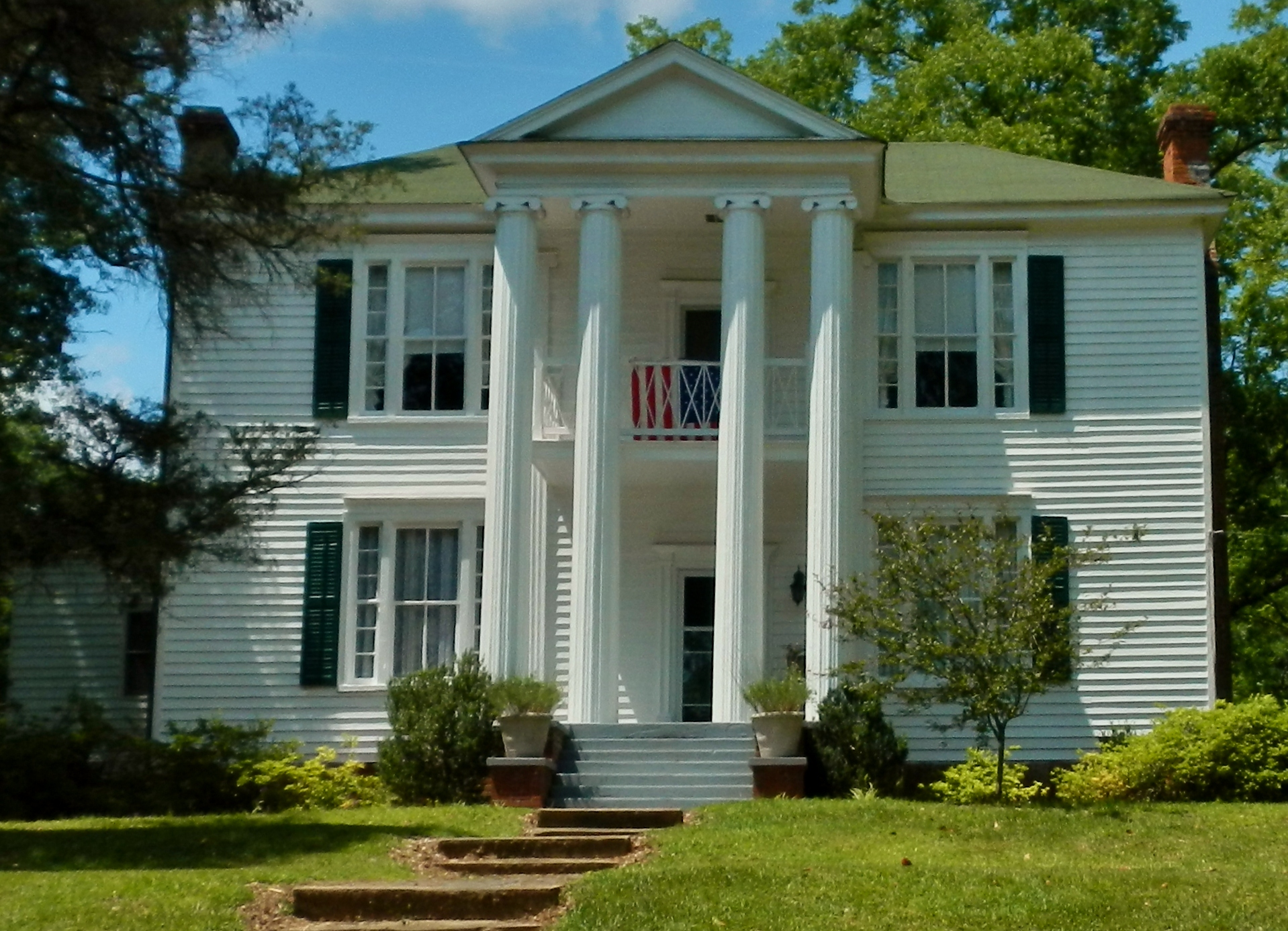
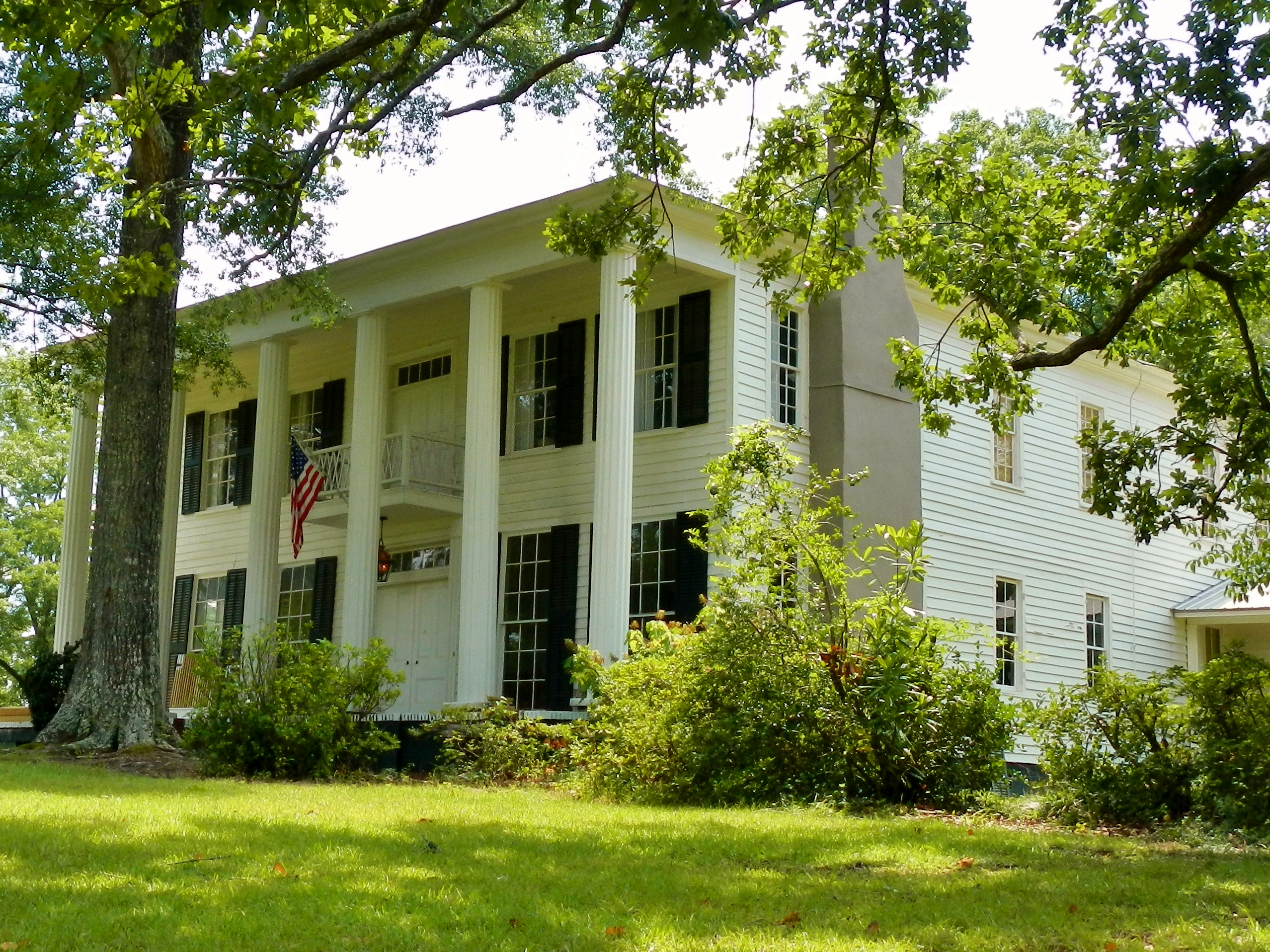
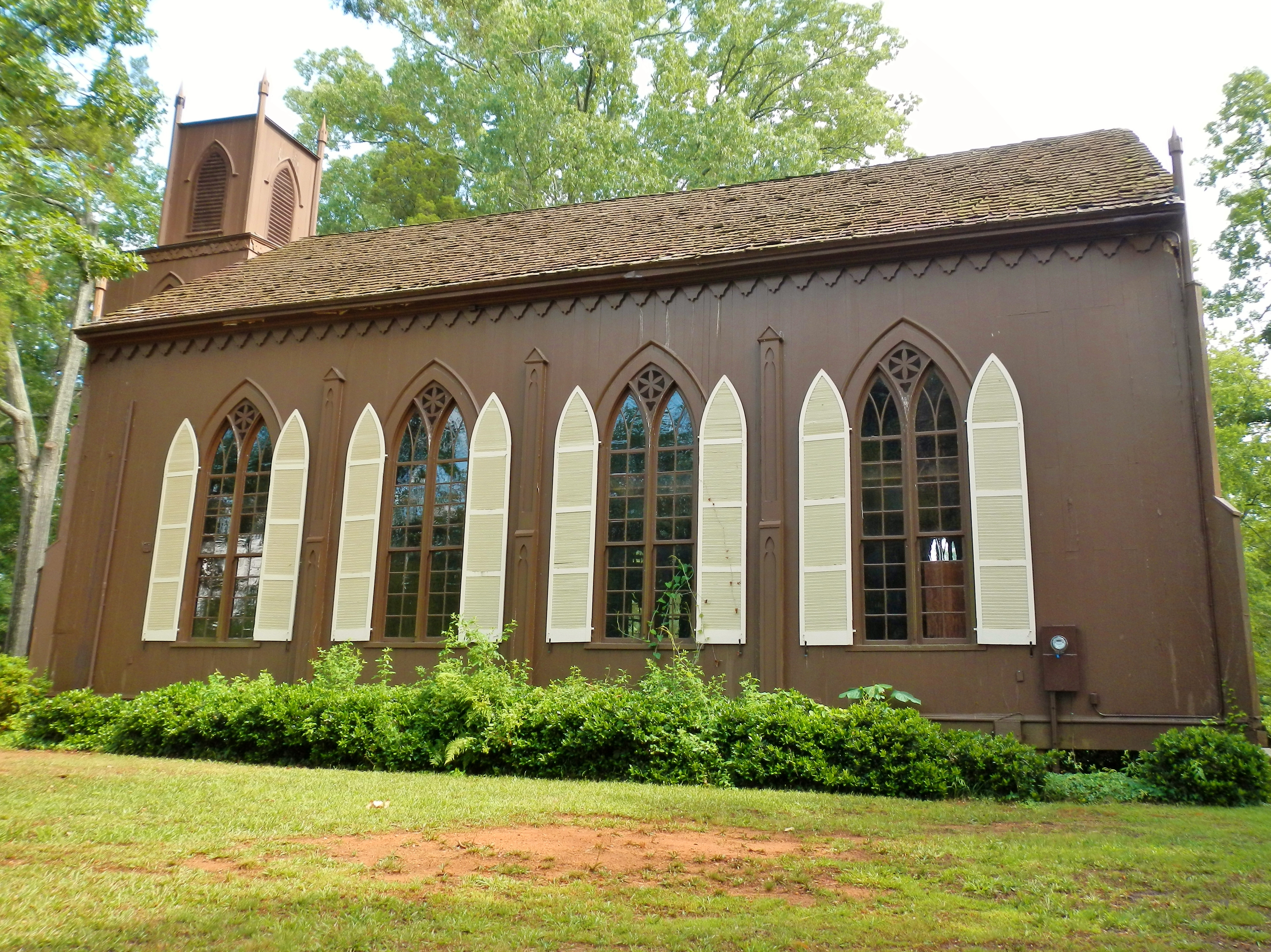